# フランソワーズ・ド・ロレーヌ
フランソワーズ・ド・ロレーヌ（Françoise de Lorraine, 1592年11月 - 1669年9月8日）は、フランスのメルクール公爵家の女子相続人。メルクール女公およびパンティエーヴル女公（在位：1602年 - 1669年）。フランス王アンリ4世の庶長子であるヴァンドーム公セザールの妻。

## 生涯
ロレーヌ公爵家の流れをくむメルクール公フィリップ＝エマニュエルと、パンティエーヴル公爵家の女子相続人マリー・ド・リュクサンブール（リュクサンブール＝リニー家）の間の長女として生まれた。父方の伯母ルイーズはフランス王アンリ3世の妃である。両親にとって唯一成育した子供であり、フランスで最も裕福な女子相続人の1人だった。
ユグノー戦争末期、ブルターニュ地方の知事だった父フィリップ＝エマニュエルは、敵対していたナバラ王がアンリ4世としてフランス王位に就くと、スペインの支援を得てナントに独立政権を樹立し、ブルターニュ公国を再建しようとした。妻マリーがブルターニュ公爵位請求者だったことも、その野心を後押しした。フィリップ＝エマニュエルは1598年3月にアンリ4世に降伏したが、同年5月にフランス、スペインの間で結ばれたヴェルヴァン条約では、6歳のフランソワーズと、アンリ4世が愛妾のガブリエル・デストレとの間にもうけた非嫡出子で4歳のセザールとの婚約が明記されていた。
フランソワーズは1602年に父を亡くし、メルクール公爵位およびパンティエーヴル公爵位を継承した。1609年7月19日にセザールとの結婚式が執り行われ、婚姻契約によりフランソワーズの領地の管理権はセザールに移った。1669年、パリにおいて77歳で亡くなった。

## 子女
- ルイ2世（1612年 - 1669年） - ヴァンドーム公爵、メルクール公爵、パンティエーヴル公爵
- エリザベート（1614年 - 1664年） - 1643年、ヌムール公シャルル・アメデと結婚
- フランソワ（1616年 - 1669年） - ボーフォール公爵